# Kindergartenmuseum (Bruchsal)
Das Kindergartenmuseum ist ein Museum im Bereich der Sozialpädagogik in Bruchsal im nördlichen Baden-Württemberg. 
Es zeigt Exponate zur Geschichte des Kindergartens und der Erziehung im Vorschulalter, darunter Spielzeug, Kinder- und Liederbücher, Bibeln, Spiel- und Arbeitsmaterialien und Einrichtungsgegenstände. Insbesondere befasst es sich mit den Kindergartenpädagogen Friedrich Fröbel und Maria Montessori. Fröbel prägte 1840 den Namen „Kindergarten“.  
Das Museum wurde 1988 vom Freiburger Diözesan-Caritasverband gegründet und im Dachgeschoss des Caritasverbandes Bruchsal untergebracht. Seit 2003 ist es der Fachschule für Sozialpädagogik Sancta Maria in privater Trägerschaft angeschlossen.